# Apatit
Apatit är ett hexagonalt kristalliserande kalciumfosfatmineral med ytterligare anjoner. Sammansättningen ligger i huvudsak mellan de två isomorfa mineralen fluorapatit och hydroxylapatit men kan även innehålla en komponent av klorapatit. Karbonat kan ingå men det klassas inte som ett eget mineral. Apatit ingår i apatitgruppen som i sin tur ingår i den större apatitsupergruppen.  Mineralets färg går oftast i gröna, blågröna eller bruna nyanser, men färglösa, gula eller violetta nyanser förekommer också.

## Etymologi och historia
Namnet apatit kommer från grekiska ἀπατάειν (apatáein) vilseleda. Det myntades 1786 av Abraham Gottlob Werner eftersom mineralet förekommer i många 
färg- och formvarianter och kan förväxlas med många andra mineral.

## Ändled
| Mineralnamn    | Tidigare namn | Kemisk sammansättning |
| -------------- | ------------- | --------------------- |
| Fluorapatit    | Apatit-(CaF)  | Ca5[F\|(PO4)3]        |
| Klorapatit     | Apatit-(CaCl) | Ca5[Cl\|(PO4)3]       |
| Hydroxylapatit | Apatit-(CaOH) | Ca5[OH\|(PO4)3]       |

## Förekomst
Den apatit som förekommer i Sverige har nästan uteslutande en sammansättning mellan hyroxylapatit och fluorapatit, och förekommer som assessoriskt mineral i de flesta eruptivbergarter. Det kan bilda stora, välformade kristaller i pegmatitgångar. I vissa malmer, apatitjärnmalmer, uppgår apatitinnehållet till 5−10 %. Detta är fallet vid de stora svenska malmförekomsterna i Kiirunavaara, Leveäniemi, Malmberget och Grängesberg.
Apatit är ett vulkaniskt mineral och bryts bland annat i Finland.
Apatit är det mineral som huvudsakligen utgör tändernas emalj. Apatit kan alltså vara biogent.
Apatit förekommer också som naturligt anrikad gödsel i fossilt ben, i vissa organismers skal och i guano (fågelspillning) med fiskrester.
Apatit förekommer ofta i blandning med andra mineral, exempelvis kalciumkarbonat, och kallas då för fosforit.  Fosforit är ett sedimentärt mineral och bryts bland annat i Marocko. Jämfört med apatit har fosforit ofta högre halter av andra oönskade metaller.

## Användning
Apatit används bland annat för att tillverka fosfatbaserade gödningsmedel. Fosfor i järnmalmers apatit  har vid järntillverkning tillvaratagits som thomasfosfat. I liten skala används apatit som smyckessten.

Färgvarianter
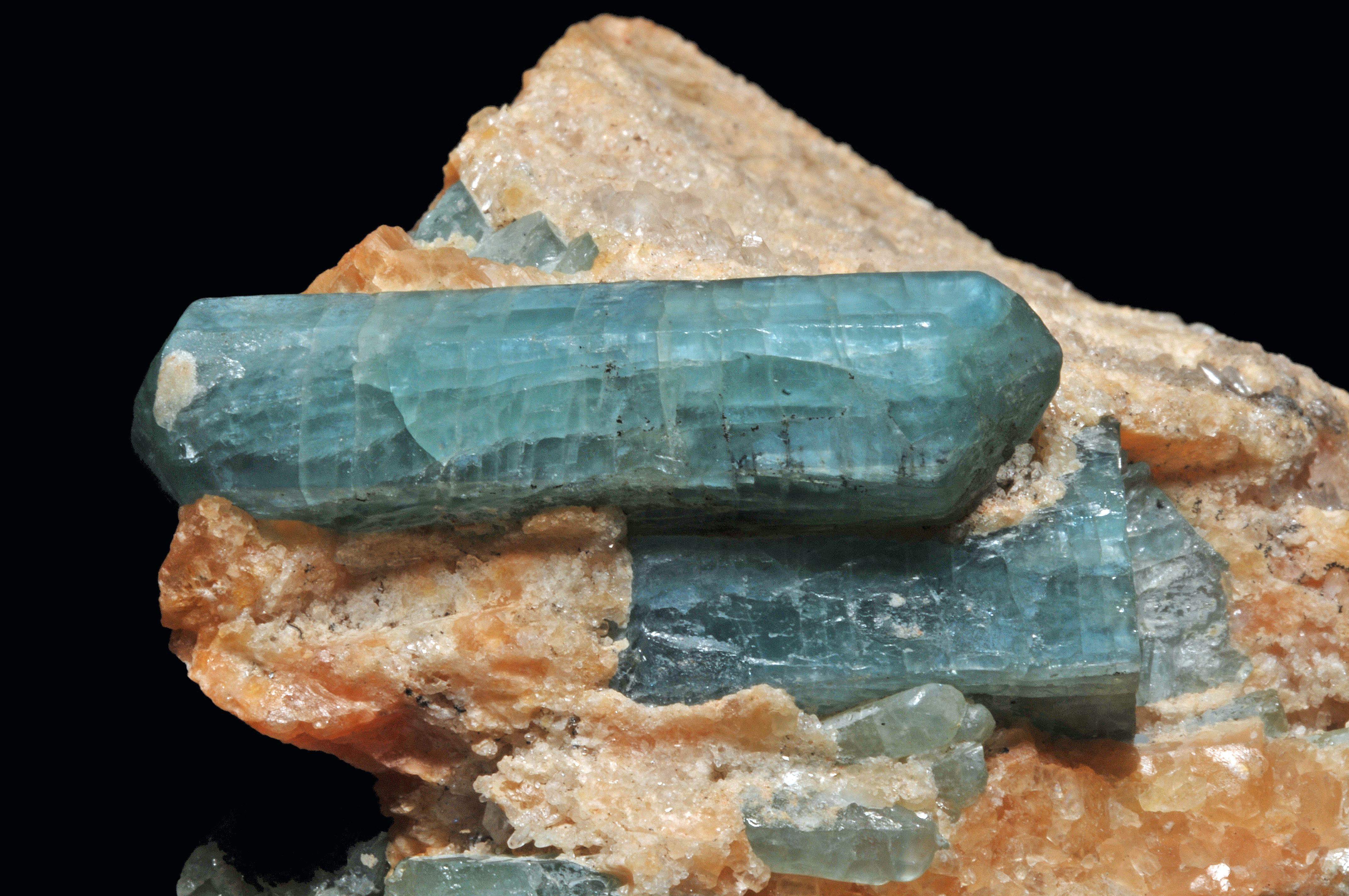
Blå apatit-(CaF) (fluorapatit) inneslutet i orange kalkspat från Irkutsk
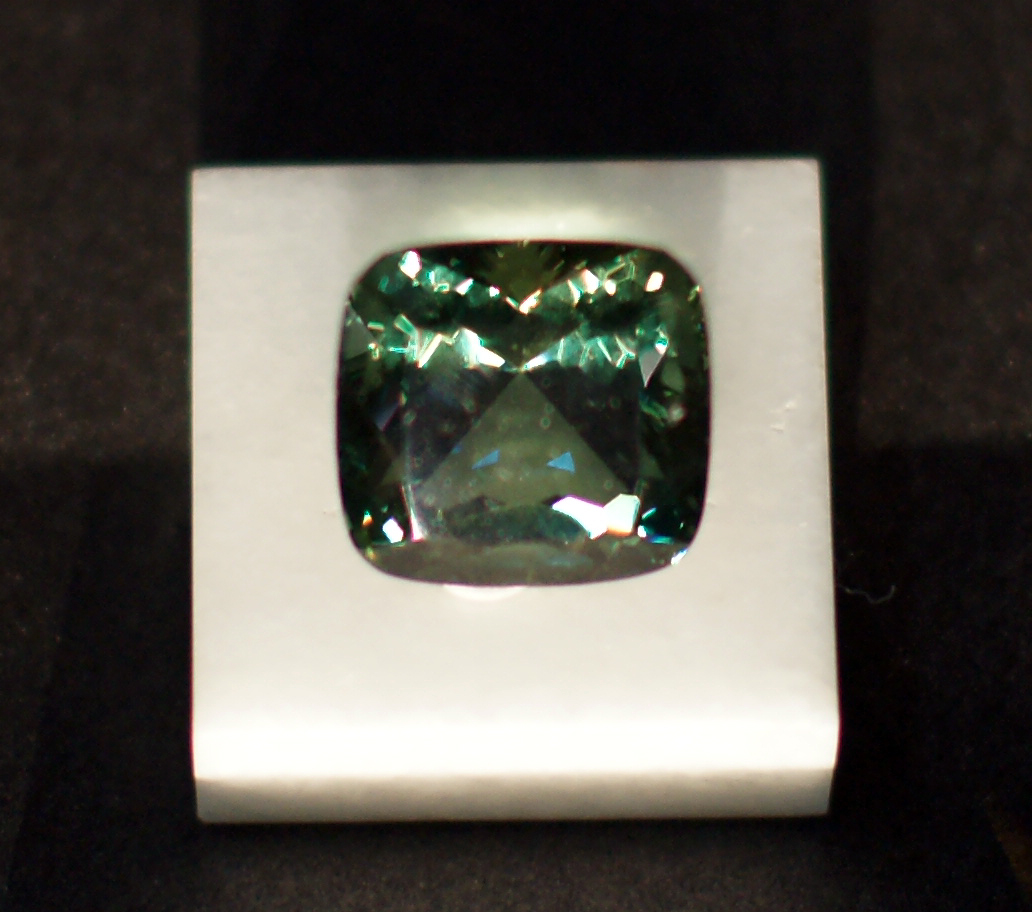
Slipad Madagaskarapatit, placerad i geologi-museet i Lausanne
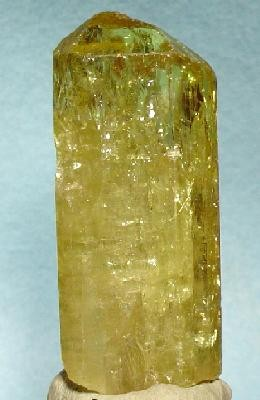
Apatit-(CaF) från Durango i Mexiko
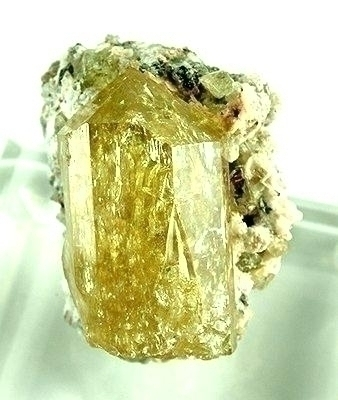
Apatit-(CaF) från Durango i Mexiko
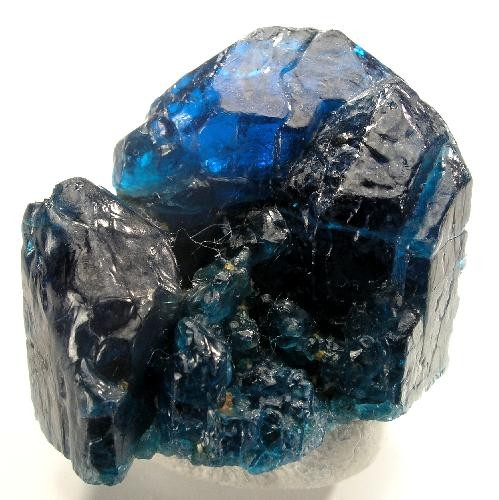
Från Goiás i Brasilien
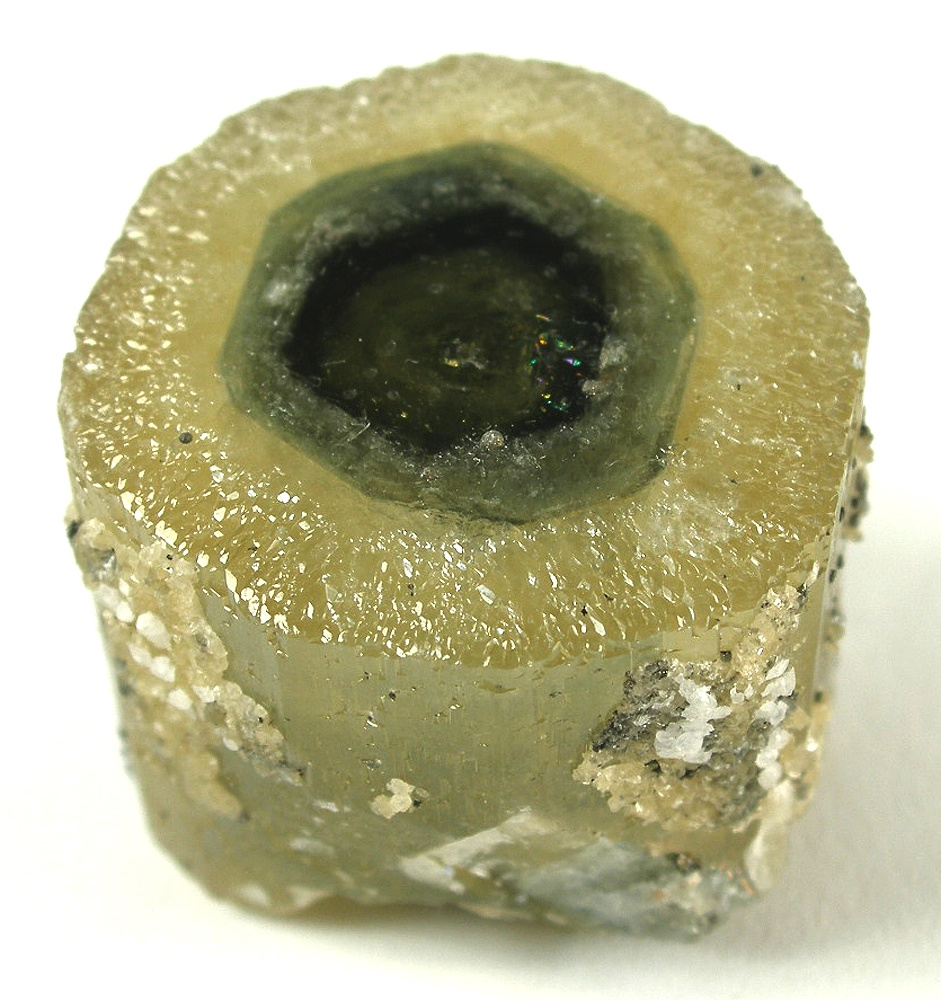
Två färgvarianter av strontiumapatit, koncentriskt lagrade. Från Panasqueira-gruvan i Portugal
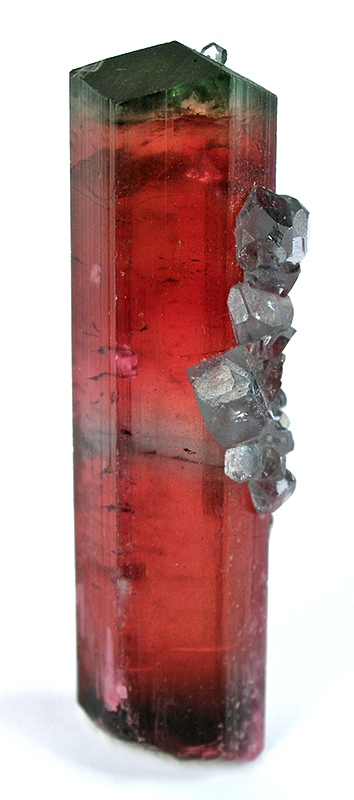
Flera grå kristaller av fluorstrophit (en slags strontiumapatit), fästa på en stor, röd elbaitkristall (en slags turmalin)
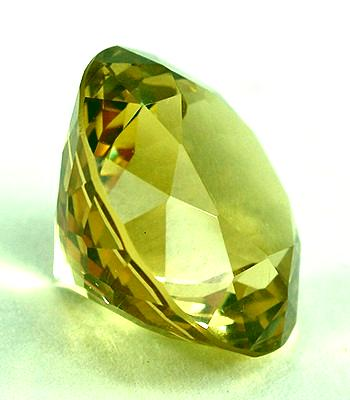
Briljantslipad apatit från Durango i Mexiko
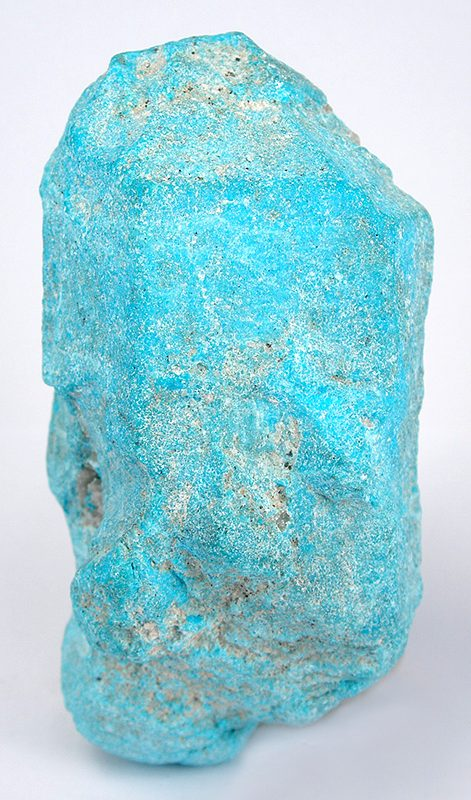
Turkosfärgad apatitkristall från Mexiko
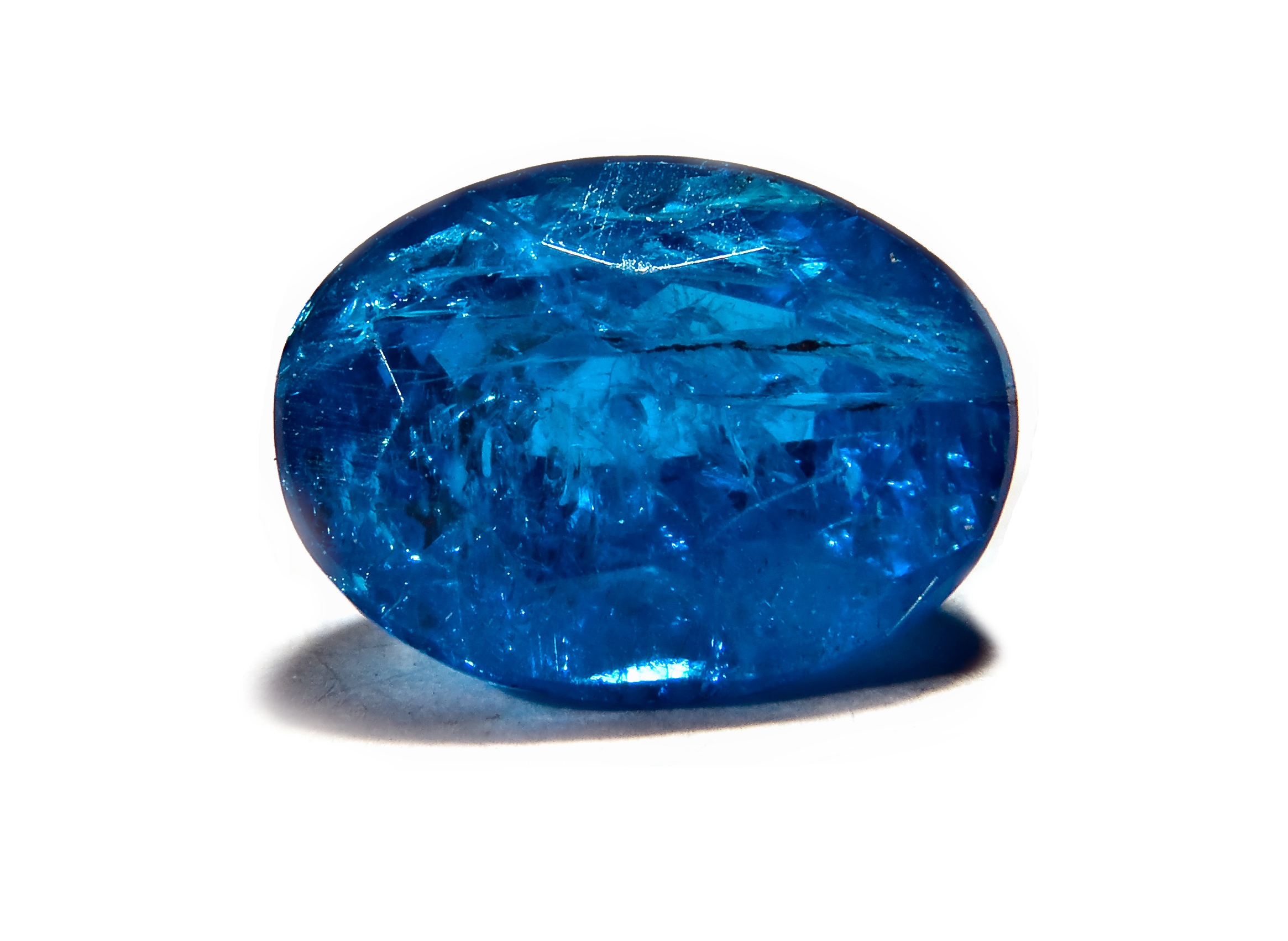
0,98 carat slipad apatit från Brasilien